# Janaillat
Janaillat – miejscowość i gmina we Francji, w regionie Nowa Akwitania, w departamencie Creuse.
Według danych na rok 1990 gminę zamieszkiwały 404 osoby, a gęstość zaludnienia wynosiła 14 osób/km² (wśród 747 gmin Limousin Janaillat plasuje się na 297. miejscu pod względem liczby ludności, natomiast pod względem powierzchni na miejscu 186.).